# 凹脉金花茶
凹脉金花茶（学名：Camellia impressinervis）为山茶科山茶属的植物，是中国的特有植物。分布于中国大陆的广西等地，常生长在石灰岩山地常绿林中，目前尚未由人工引种栽培。

## 保育现状
在中国物种红色名录和IUCN红色名录中，凹脉金花茶均被列为极危。它们的野外种群受到栖息地退化或丧失和过度采集的威胁。